# Gringo (Sabrina Salerno)
Gringo è un singolo della cantante italiana Sabrina Salerno.

## Il brano
Gringo non fa parte di nessun album della cantante, ma è stato pubblicato in tutta Europa rivelandosi un buon successo. Fuori dall'Italia, la pubblicazione è stata affidata alla BMG. Il brano è stato incluso nella colonna sonora di Fratelli d'Italia, film in cui ha recitato Sabrina stessa, nei titoli di testa e di coda. La canzone è stata inoltre inserita nella compilation del Festivalbar 1989.

## Tracce e formati
CD Single
1. "Gringo" (Extended Mix) - 5:04
2. "Gringo" (Club Mix) - 5:27
3. "Gringo" (New Age Mix) - 3:45
4. "Gringo" (In The House) - 2:51
5. "Gringo" - 3:55

7" Single
1. "Gringo" - 3:55
2. "Gringo" (New Age Mix) - 3:45

12" Single
1. "Gringo" (Extended Mix) - 5:04
2. "Gringo" (Club Mix) - 5:27
3. "Gringo" (In The House) - 2:51
4. "Gringo" - 3:55

## Classifiche
| Classifica (1989) | Posizione raggiunta |
| ----------------- | ------------------- |
| Italia            | 10                  |
| Regno Unito       | 95                  |
| Spain             | 10                  |
| France            | 22                  |